# Phytoplasma asteris
Phytoplasma asteris è una specie di batterio appartenente alla famiglia delle Acholeplasmataceae.